# Julia Pereira de Sousa Mabileau
Julia Pereira de Sousa-Mabileau (Quincy-sous-Sénart, 20 september 2001) is een Franse snowboardster. Ze vertegenwoordigde haar vaderland op de Olympische Winterspelen 2018 in Pyeongchang.

## Carrière
Bij haar wereldbekerdebuut, in februari 2017 in Feldberg, scoorde Pereira de Sousa-Mabileau direct wereldbekerpunten. Een maand later behaalde ze in Veysonnaz haar eerste toptienklassering in een wereldbekerwedstrijd. In december 2017 stond de Française in Cervinia voor de eerste maal in haar carrière op het podium van een wereldbekerwedstrijd. Tijdens de Olympische Winterspelen van 2018 in Pyeongchang veroverde Pereira de Sousa-Mabileau de zilveren medaille op de snowboardcross.
Op de FIS wereldkampioenschappen snowboarden 2019 in Park City eindigde ze als elfde op de snowboardcross. In Idre Fjäll nam de Française deel aan de FIS wereldkampioenschappen snowboarden 2021. Op dit toernooi eindigde ze als achttiende op de snowboardcross, samen met Léo Le Blé Jaques legde ze beslag op de bronzen medaille in de landenwedstrijd.

## Resultaten

### Olympische Winterspelen
| Jaar | Plaats      | Resultaten     |
| ---- | ----------- | -------------- |
| 2018 | Pyeongchang | Snowboardcross |

### Wereldkampioenschappen
| Jaar | Plaats     | Resultaten                               |
| ---- | ---------- | ---------------------------------------- |
| 2019 | Park City  | 11e Snowboardcross                       |
| 2021 | Idre Fjäll | 18e Snowboardcross · Snowboardcross team |

### Wereldbeker
Eindklasseringen
| Seizoen   | SBX |
| --------- | --- |
| 2016/2017 | 20e |
| 2017/2018 | 8e  |
| 2018/2019 | 16e |
| 2019/2020 | 12e |